# La Révolte des gueux
Ne doit pas être confondu avec Révolte des Gueux.
Pour plus de détails, voir Fiche technique et Distribution.
La Révolte des gueux est un court métrage français réalisé en 1949 par Raymond Lamy, à l'initiative du Parti communiste français pour commémorer la révolte des vignerons de 1907.

## Synopsis
Un vieux travailleur évoque pour ses jeunes compagnons la révolte à laquelle il a participé 40 ans plus tôt. Il rappelle les grandes dates, les héros du mouvement (Marcelin Albert, Ernest Ferroul, André Marty, les soldats du 17e régiment d'infanterie de ligne...). Son récit mêle photographies d'époque et scènes de reconstitutions.

## Fiche technique
- Titre : La Révolte des gueux
- Réalisation : Raymond Lamy
- Assistant : René Vautier
- Photographie : André Dumaître
- Durée : 21 minutes

## À propos du film
- Le film est très marqué par le contexte de guerre froide dans lequel il a été produit : la reconstitution des événements de 1907 est encadrée par des scènes des grandes grèves de 1947, et un parallèle est établi entre la violence de la répression policière en 1907 et en 1947[1]. L'éviction du député communiste Raoul Calas de l'Assemblée Nationale en décembre 1947, après avoir célébré les mutins du 17e régiment de ligne, est également mise en avant[2]. La chanson de Montéhus Gloire au 17e est interprétée dans le film.
- La Révolte des gueux a été interdit par la censure[3].

## Sélection
- 2008 : Rencontres cinéma de Gindou (« Séances de la cinémathèque de Toulouse »)[4]